# Cloîtres del Carmine Maggiore

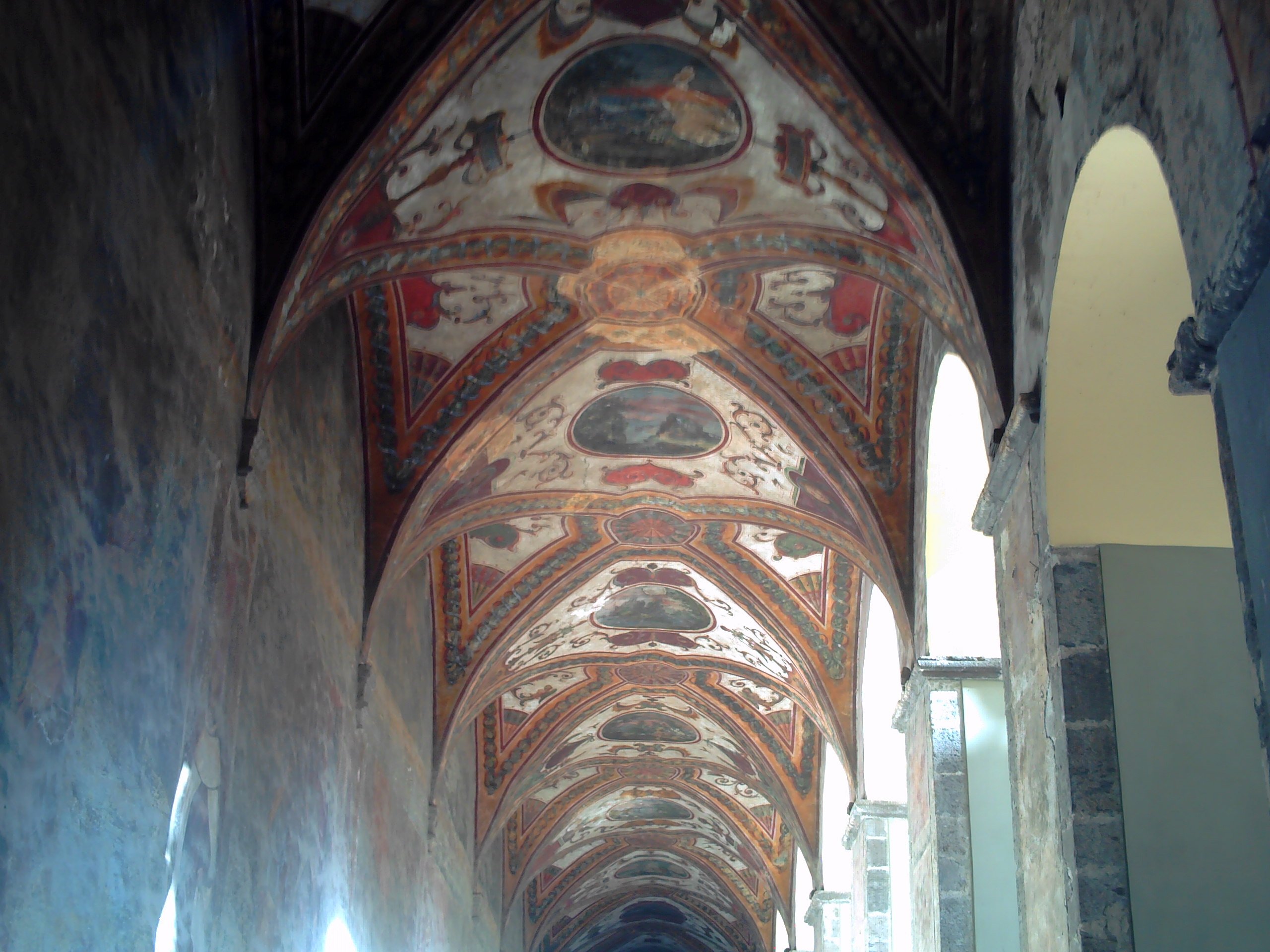
Les voûtes croisées décorées de fresques

Les cloîtres del Carmine Maggiore sont des structures monumentales de la ville de Naples ; ils sont situés dans le complexe religieux du même nom, près de la Piazza del Mercato.

## Description

### Ancien petit cloître
Le petit cloître datant de 1466 et consécutif à l'agrandissement du complexe religieux le long de la zone qui s'étendait vers la mer, était de forme carrée (25 mètres de côté). Cette structure a ensuite été utilisée comme prison militaire et plus tard comme école de gardiens de prison et caserne. Avec la construction de la via Marina, le cloître a été détruit et aujourd'hui, de la route, seuls les vestiges de ses anciennes arches Renaissance sont visibles.

### Le cloître des fresques
Le second cloître, dit des fresques, dont l'entrée se trouve immédiatement à gauche de l'église basilique, fut édifié vers la fin du XVIe siècle : période de renouvellement de l'ensemble, à l'époque du gouvernement du Duc d'Alcalà. Les peintures sont l'œuvre de Giovanni de Pistoia et de Francesco Balducci de Florence. D'autres fresques ont été réalisées grâce aux offrandes des fidèles de la région ; ils représentent les cycles picturaux dédiés aux saints patriarches Elie et Elisée et aux saints carmélites Angelo, Cirillo... Sur la première aile sont représentés les neuf histoires d'Elie, tandis que sur les faces internes du même portique, seize représentations grandeur nature des plus illustres représentants de l'ordre carmélitain. Le cycle pictural suivant, caractérisant les histoires d'Elisée, dépeint également les prodiges du prophète. Les fresques sont également caractérisées par des cartouches en vers qui racontent les miracles et les actes des saints représentés : ce sont de courtes compositions du prieur Carlo Sernicola.
Dans le même portique, le sépulcre de Francesco Rossi, constitué d'un pseudo-édicule de taille moyenne avec une niche ; au sommet on peut admirer la statue du défunt en train de prier. Ensuite, il y a la tombe d'Errico de Anna, dont la sculpture le représente d'une manière fière et hautaine, avec une épée à gauche et les mains croisées sur l'abdomen.

### Le couvent et ses événements historiques
Lors de la révolte de Masaniello, l'ensemble du complexe religieux fut assiégé par la population et endommagé. Des destructions encore plus graves, cependant, se sont produites sous le gouvernement espagnol qui, par ses impôts et autres formes d'oppression, a mis la ville à genoux ; par conséquent, diverses structures furent souvent détruites et/ou endommagées, dont celle en question qui fut occupée pendant 16 ans, jusqu'en 1663. Avec la peste, les structures ont été utilisées comme hôpitaux improvisés, plus tard, il y a eu la séparation du couvent des fortifications et les moines carmélites ont rapidement mis en œuvre leurs plans de restauration, qui s'élevaient à 3 000 ducats. En 1866, avec la nouvelle suppression des ordres, les carmélites sont expulsées du couvent, qui est de nouveau destiné à des fins militaires, qui vont cependant progressivement diminuer.

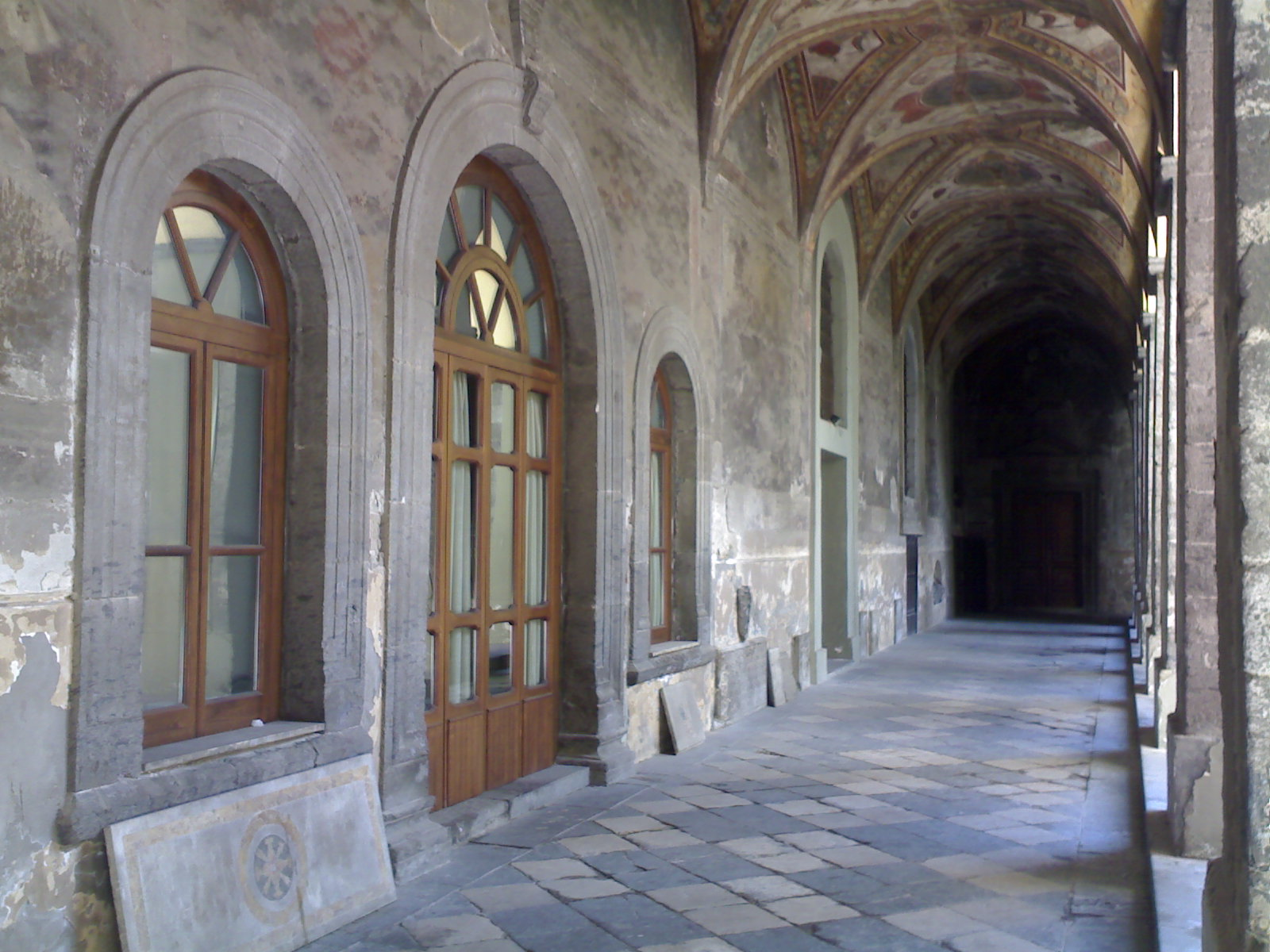
Couloir du cloître avec la salle capitulaire
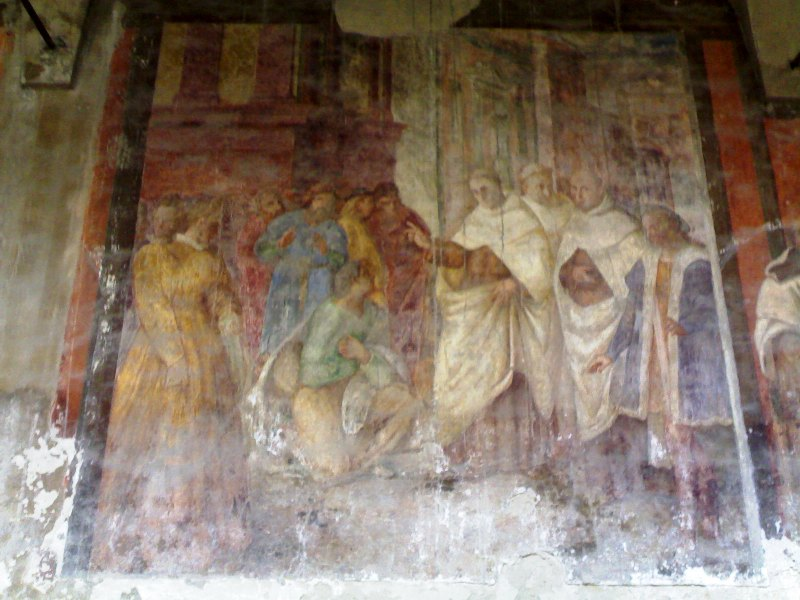
Fresques du cloître
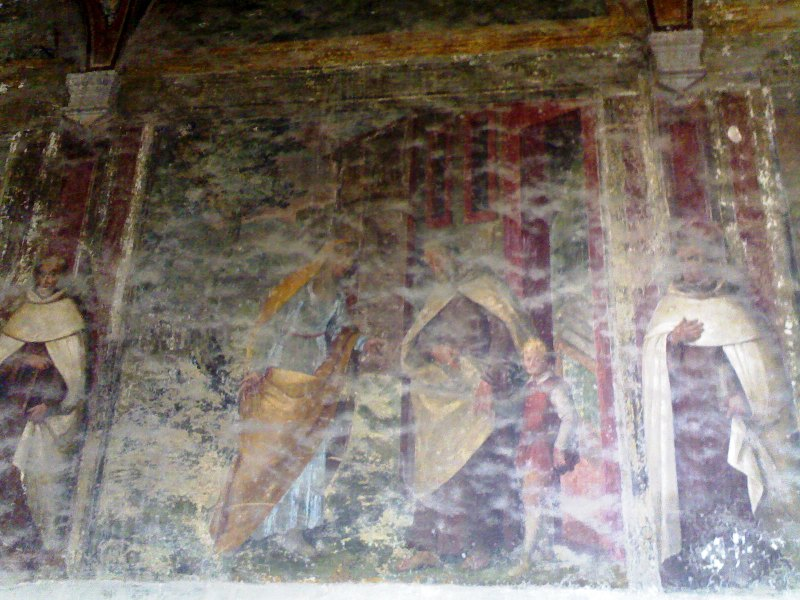
Fresques du cloître, détail
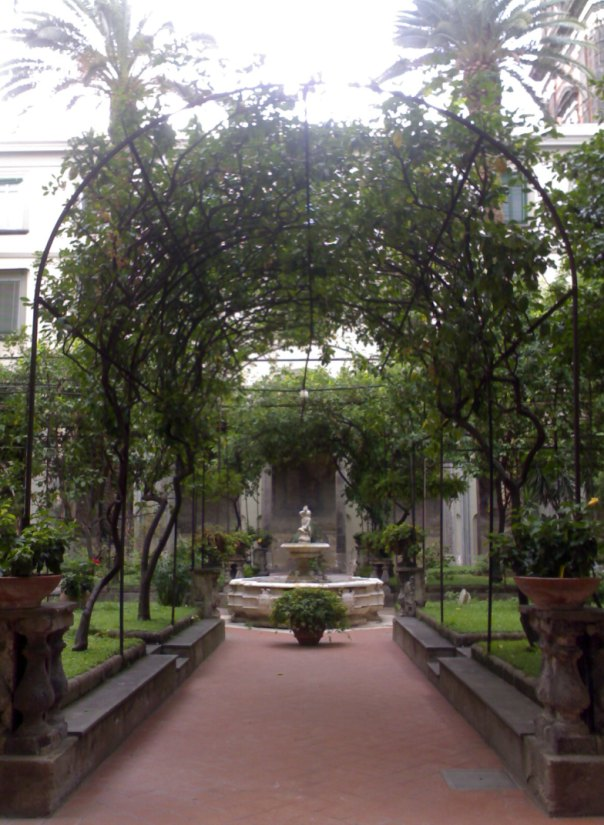
Jardin central du cloître, avec une fontaine du XVIe siècle
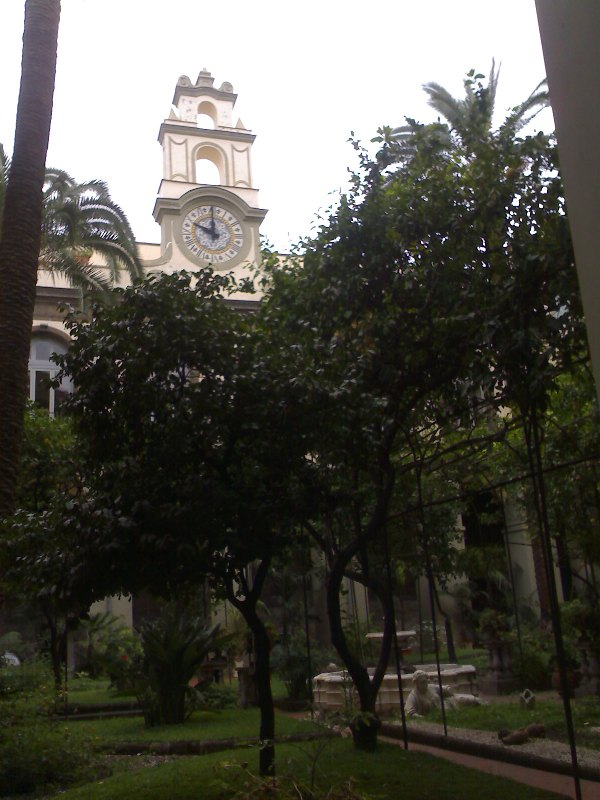
Horloge en majolique du cloître
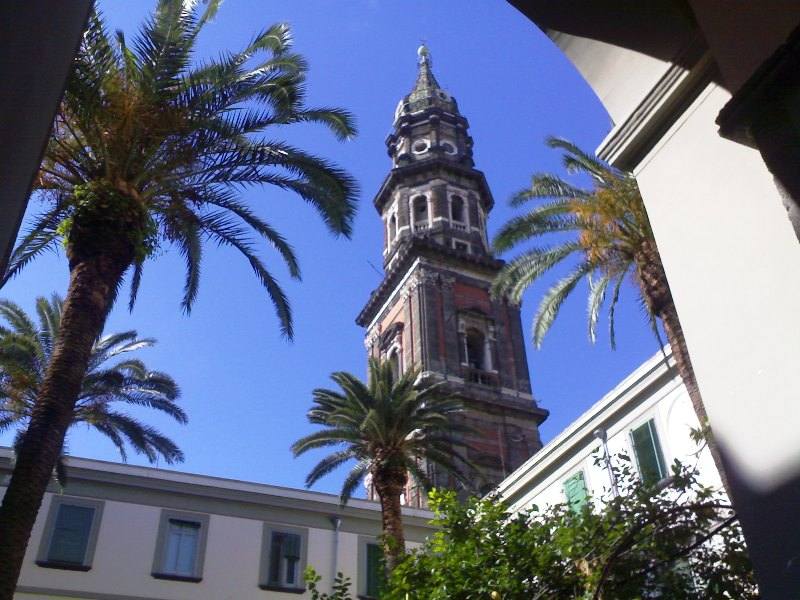
Campanile vu du cloître

## Source de traduction
- (it) Cet article est partiellement ou en totalité issu de l’article de Wikipédia en italien intitulé « Chiostri del Carmine Maggiore » (voir la liste des auteurs).